# Okular
Okular (окуляр) — універсальний застосунок для перегляду документів з набору програм KDE. Основою коду програми є код KPDF. З часу появи KDE 4 програма увібрала до себе код багатьох програм для перегляду документів, щоб домогтися універсальності при перегляді даних у різних форматах. Існують версії для роботи з операційними системами: Linux,Windows, Mac OS X, *BSD. Підтримує систему плагінів, що дозволяє підтримувати інші формати документів. Його функціональність легко вбудовується в інші застосунки.
Розробку Okular почав Piotr Szymanski на Google Summer of Code в 2005 році.

## Підтримка форматів
- Portable Document Format (PDF) за допомогою Poppler
- PostScript за допомогою libgs
- Tagged Image File Format (TIFF) за допомогою libTiFF
- Microsoft Compiled HTML Help (CHM) за допомогою libCHM
- DjVu за допомогою DjVuLibre
- DeVice Independent (DVI)
- XML Paper Specification (XPS)
- OpenDocument (ODF)
- FictionBook (FB2)
- ComicBook
- Plucker
- EPUB
- Різні формати зображень, зокрема JPG.